# معارضة تقسيم الهند
معارضة تقسيم الهند هو مبدأ انتشر على نطاق واسع في الهند البريطانية خلال القرن العشرين، ولا تزال قضية مثيرة للجدل في سياسة جنوب آسيا. قام الفكر من خلال رفض معظم أفراد الديانة الهندوسية والسيخية تقسيم الهند ونظريتها القائمة على أساس دولتين، وهو ما انظم له كثير من المسلمين تم تمثيلهم من قبل مؤتمر مسلمي آزاد لعموم الهند.

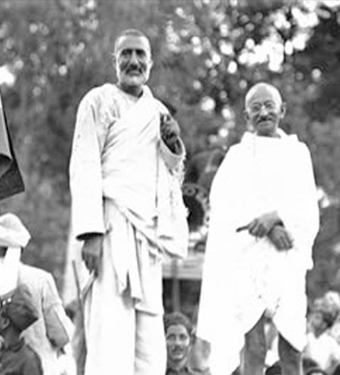
خان عبد الغفار خان ومهاتما غاندي في المؤتمر الوطني الهندي المعارض بشدة لتقسيم الهند

اعتبر السياسي البشتوني عبد الغفار خان المنتمي لحركة المقاومة السلمية خدي خدمتجار اقتراح تقسيم الهند غير إسلامي و «يتعارض مع تاريخ المسلمين في شبه القارة الهندية الذين اعتبروا الهند وطنهم لأكثر من ألف سنة». كما اعتبر المهاتما غاندي أن «الهندوس والمسلمين كانوا أبناء نفس التربة الهندية، وأنهم إخوة يجب عليهم السعي للحفاظ على الهند حرة وموحدة».
انتقد مسلمو مدرسة الفكر الديوبندية فكرة إنشاء باكستان التي اعتبروها مؤامرة من قبل الحكومة الاستعمارية لمنع إقامة دولة هندية موحدة وقوية لذلك ساعدوا في تنظيم مؤتمر مسلمي آزاد لعموم الهند. كما جادلوا أيضًا بأن التنمية الاقتصادية للمسلمين ستتضرر إذا تم تقسيم الهند، ويرون أن فكرة التقسيم فكرة صُممت لإبقاء المسلمين في الخلف. كما توقعوا أن تكون المحافظات ذات الغالبية المسلمة في الهند المتحدة أكثر فاعلية من حكام باكستان المستقلة في مساعدة الأقليات المسلمة التي تعيش في المناطق ذات الغالبية الهندوسية. مستشهدين بمعاهدة صلح الحديبية التي تمت بين المسلمون وقريش مكة، والتي عززت العلاقات المتبادلة بين الطائفتين، مما أتاح للمسلمين المزيد من الفرص لنشر دينهم في قريش بكل سلمية".
طالب عالم مدرسة الفكر الديوبندية السيد حسين أحمد المدني في كتابه «القومية المركبة والإسلام» بالهند الموحدة، حيث أعلن أن الأديان المختلفة لا تشكل جنسيات مختلفة وأن اقتراح تقسيم الهند لم يكن له ما يبرره دينياً.
عارض عناية الله المشرقي زعيم حركة الخاكسار خطة تقسيم الهند لأنه شعر أن عيش المسلمين والهندوس معًا بسلام إلى حد كبير في الهند لعدة قرون يمكنهم من فعل ذلك أيضًا في هند حرة وموحدة. حيث يرى أن نظرية الدولتين هي مؤامرة من البريطانيين للسيطرة على المنطقة حتى يتم تحريك البلدين ضد بعضهما البعض بسهولة أكبر. كما فسر أن تقسيم الهند بناء على الأسس الدينية من شأنه أن يولد الأصولية والتطرف على جانبي الحدود. حيث أن "مناطق الأغلبية المسلمة كانت بالفعل تحت الحكم الإسلامي، لذلك إذا أراد أي مسلم الانتقال إلى هذه المناطق، فإنهم أحرار في فعل ذلك دون الحاجة إلى تقسيم البلاد". أما القادة الانفصاليون فهم "متعطشون للسلطة" وتضليل المسلمين من أجل تعزيز سلطتهم من خلال خدمة الأجندة البريطانية".

## المنظمات والشخصيات البارزة التي عارضت التقسيم

### أحزاب سياسية
- «اعترضت بشدة على التقسيم» الرابطة الهندية-الإنجليزية لعموم الهند بقيادة رئيسها فرانك أنتوني.[10]
- كان مؤتمر مسلمي أزاد لعموم الهند منظمة ترأسها رئيس وزراء السند الله باخش سومرو، وقد مثلت المنظمة الطبقة العاملة المسلمة شديدة التيقظ دينيًا في واحد من أكبر تجمعات المسلمين في الهند الكولونيالية، واحتشدت المنظمة في دلهي لمعارضة تقسيم الهند.[11]
- عارض مؤتمر المسيحيين الهنود لعموم الهند تقسيم الهند، وعارض أيضًا إنشاء هيئة انتخابية مستقلة تستند إلى الدين، ودعم المؤتمر سواراج وساعد على ضمان حقوق الأقليات في دستور الهند.[12]
- تأسست الرابطة الإسلامية في جامهور لعموم الهند «في عام 1940 لمعارضة خطة جيناه في باكستان».[13]
- رأى مؤتمر مومين لعموم الهند نفسه ناطقًا بمصالح عامة المسلمين، لا فقط مسلمي الطبقات العليا وأقر قانونًا يعارض تقسيم الهند في عام 1940.[14] وقال المؤتمر «إن خطة التقسيم لم تكن غير عملية أو غير وطنية فحسب، بل كانت برمتها غير طبيعية وغير إسلامية، لأن الموقع الجغرافي لمختلف المقاطعات الهندية والتعداد السكاني المختلط من هندوس ومسلمين كانا متعارضين مع هذا الاقتراح، ولأن كلتا الجماعتين كانتا تتعايشان لقرون، وتمتلكان أمورًا عديدة مشتركة بينهما».[15]
- عارض المجلس الإسلامي لعموم الهند تقسيم الهند بوصفه «أمرًا غير عملي».[16][17]
- احتج المؤتمر السياسي الشيعي لعموم الهند على فكرة خلق باكستان أخرى، واعترض على تقسيم الهند الكولونيالية.[18] ودعم المؤتمر أيضًا هيئات انتخابية مشتركة.[19]
- تحالف حزب أنجومان إي وطن بالوشيستان مع المؤتمر الوطني الهندي وعارض تقسيم الهند.[20]
- أعلن اتحاد شباب خالسا الوسطى عن «معارضته التامة» لإقامة دولة مسلمة مستقلة شمال غرب الهند، وعارضت ذلك أيضًا منظمات سيخية أخرى.[21]
- أعلن ديوان خالسا الرئيسي عن «معارضته التامة» لإقامة دولة مسلمة مستقلة شمال غرب الهند، وعارضت ذلك أيضًا منظمات سيخية أخرى.[21]
- عارض الحزب الشيوعي الهندي تقسيم الهند ولم يشارك في احتفالات يوم الاستقلال في 15 أغسطس من عام 1947 احتجاجًا على تقسيم البلاد.[22]
- عارض حزب ماهاسابا الهندوسي تقسيم الهند ولم يشارك في احتفالات يوم الاستقلال في 15 أغسطس من عام 1947 احتجاجًا على تقسيم البلاد.[23]
- عارض المؤتمر الوطني الهندي تقسيم الهند بشدة، ولو أنه قبِل به على مضض في وقت لاحق بعد فشل خطة مهمة الحكومة.[23]
- كان جاميات أهل الحديث حزبًا عضوًا في المؤتمر الإسلامي في أزاد لعموم الهند، وكان معارضًا للتقسيم.[11]
- كانت جمعية علماء الهند «معارضة بشكل لا هوادة فيه لتشكيل باكستان»، رافضةَ فكرة التقسيم وأيدت عوضًا عن ذلك نزعة وطنية مركبة في هند موحدة.[24]
- عارضت حركة الخاكسار تقسيم الهند وكانت «ناقدًا صريحًا لخطة باكستان».[25][26]
- كافحت حركة خوداي خيدماتجار ضد تقسيم الهند، مستخدمة مبادئ لا عنفية في مقاومة الحكم البريطاني في البلاد.[27]
- أدان حزب كريشاك براجا فكرة خطة التقسيم بصفتها «سخيفة ولا تنطوي على أي معنى».[28]
- أقر مجلس أحرار الإسلام قرارًا في عام 1943 أعلن فيه معارضته للتقسيم و«أدخل عنصرًا طائفيًا في اعتراضاته من خلال تصوير جيناه كخائن في محاولة لتشويه سمعته.[29]
- رأى حزب السند الموحد أنه «أيًا تكن معتقداتنا فينبغي علينا العيش سوية في بلادنا وفي مناخ من الألفة التامة، ويجب أن تكون علاقاتنا علاقات أخوة لعائلة واحدة، وعلاقة أعضاء متنوعين يكونون أحرارًا في إعلان معتقدهم كما يحلو لهم دون أي رادع أو عائق ويتمتعون بفوائد متساوية من ملكهم المشترك».[30]
- نظر حزب شيروماني أكالي دال بقيادة الزعيم تارا سينغ إلى فكرة إقامة دولة مسلمة على أنها دعوة محتملة إلى اضطهاد السيخ، مما دفعهم إلى إطلاق «حملة خبيثة ضد قرار لاهور».[21]
- عارض الحزب الوحدوي (بونجاب)، الذي كان يمتلك قاعدة من المسلمين والهندوس والسيخ، فكرة تقسيم الهند من وجهة نظر يرى منها الهوية البونجابية أكثر أهمية من هوية الفرد الدينية.[31][32]

### سياسيون
- تحدث أبو الكلام آزاد أن إقامة باكستان سيفيد مسلمي الطبقة العليا فحسب والذين سيحتكرون الدولة الانفصالية، وحذر أنه في حال أقيمت فإنها ستكون تحت سيطرة القوى الدولية وأنه «مع مرور الوقت ستكون هذه السيطرة خانقة».[33][34]
- دعم عبد المطلب مازومدار الوحدة الهندوسية الإسلامية وعارض تقسيم الهند، وقد كان مازومدار زعيمًا إسلاميًا بارزًا في شرقي هندوستان.[19]
- أعلن عبد القيم خان، وهو محام من مقاطعة الحدود الشمالية الغربية من الهند الكولونيالية، أنه سيعارض تقسيم الهند بدمه، وتخلى عن موقعه في عام 1945 وانضم إلى رابطة مسلمي عموم الهند.[35]
- حاجج عبد الصمد خان أشاكزاي ضد نظرية الأمتين، مؤيدًا هندًا موحدة.[16]
- كان الله باخش سومرو، رئيس وزراء السند، معارضًا بشدة لتقسيم الهند استنادًا إلى مبادئ دينية، وترأس مؤتمر مسلمي أزاد لعموم الهند لتأييد هندٍ مستقلة وموحدة.[30] وصرح الله باخش سومرو أن مجرد فكرة «تشكيل مسلمين لأمة مستقلة في الهند على أساس دينهم هي فكرة غير إسلامية».[36]
- صّوت أنصار هارفاني، وهو مسلم قومي، ضد قرار تقسيم الهند.[37]
- اعتبر ألطف حسين، وهو سياسي باكستاني ومؤسس حزب الحركة القومية الموحدة، تقسيم الهند «الخطأ الأكبر» الذي نجم عنه «انقسام الدم والثقافة والأخوة والعلاقات».[38][39]
- أيد فخر الدين علي أحمد رؤية مهاتما غاندي لهند موحدة.[40]
- كان فضلي حسين معارضًا للحملة الانفصالية لإقامة دولة مسلمة عن طريق تقسيم الهند.[41]
- عارض فرانك أنتوني، رئيس الرابطة الهندية-الإنجليزية لعموم الهند، «التقسيم بشدة».[10]
- رفض غلام حسين هداية الله، الذي كان قد انتُخب رئيس وزراء للسند منذ عام 1937 حتى عام 1938 ومرة أخرى منذ عام 1942 حتى عام 1947، فكرة تقسيم الهند.[35]
- أيد عناية الله خان مشرقي ثورة هندوسية إسلامية مشتركة ودعى الجميع إلى «النهوض ضد مؤامرة» خطة التقسيم.[42]
- نظر كانايالال مانكلال مونشي إلى فكرة التقسيم على أنها تغذي سياسة فرق تسد الإمبريالية ولذلك اعترض عليها بقوة، داعيًا إلى أخاند هندوستان (وتعني باللغة الهندية «هند موحدة»).[43]
- عارض خان عبد الغفار خان تقسيم الهند وقاد حملة لاعنفية ضد الحكم البريطاني في البلاد.[27]
- أيد خان عبد الجبار خان هندًا موحدة وكان حليفًا للمؤتمر الوطني الهندي.[44] ووقف ضد الطائفية وخاض صراعًا ضد الرابطة الإسلامية بعد أن بات واضحًا أن باكستان ستقام في المقاطعات الشمالية الغربية للهند الكولونيالية.[45]
- كان خواجة عبد الماجد مصلحًا اجتماعيًا ومحاميًا «أيّد غاندي في معارضته لتقسيم الهند».[46]
- كان خواجة عتيق الله، شقيق نواب داكا، قد «جمع 25 ألف توقيع وقدّم عريضة تعارض التقسيم».[47]
- انتقد لال خان، وهو سياسي باكستاني ومؤسس منظمة الكفاح الباكستاني، تقسيم الهند وأيد إعادة توحيد الهند التي قال إنها ستداوي الجراح المستمرة وستحل نزاع كشمير.[48] في تأييده لثورة مشتركة، أعلن خان أن «خمسة آلاف عام من مجتمع وثقافة وتاريخ مشتركين ستكون أقوى بكثير من تقسيم كهذا».[49]
- عارض مغفور أحمد عجازي تقسيم الهند وأسس الرابطة الإسلامية في جامهور لعموم الهند لتأييد هند موحدة.[13]
- عارض مهاتما غاندي تقسيم الهند، ونظر إلى التقسيم على أنه يناقض رؤيته للوحدة بين جميع الهنود وكافة الأديان.[50]
- عارض مالك خيزار حياة تيوانا، رئيس وزراء بنجاب، تقسيم الهند، ونظر إليه كحيلة لتقسيم مقاطعة بونجاب والشعب البونجابي.[51][52] وشعر أن المسلمين والسيخيين والهندوس في بونجاب كانوا يمتلكون جميعًا ثقافة مشتركة وكان ضد تقسيم الهند استنادًا إلى انفصالية دينية.[53]